# 羅莎·帕克斯
羅莎·路易絲·麥考利·帕克斯（英語：Rosa Louise McCauley Parks，1913年2月4日—2005年10月24日），美國黑人民權行動主義者。1955年，她在公車上拒絕讓座給白人而遭逮捕，引發聯合抵制蒙哥馬利公車運動。美國國會後來稱她為「現代民權運動之母」。她的生日2月4日和被捕当日12月1日都成为罗莎·帕克斯节，在加利福尼亚州和俄亥俄州定期纪念。
當年實施《吉姆克勞法》，有白人與黑人分開座位的規定，在1955年12月1日，公車司機詹姆斯·F·布萊克因白人座位已滿所以命令帕克斯將其坐上的「黑人座位」讓位給一名白人乘客，但帕克斯拒絕聽從司機命令而遭受警方逮捕。帕克斯不是第一个反对公车隔离政策的人。其他人，包括1946年的艾琳·摩根，1955年的莎拉·路易斯·凯斯，以及几个月前在蒙哥马利被捕的“布劳德诉盖尔”案件成员。当美国全国有色人种协进会的组织者看到她在法庭上的斗争时，相信帕克斯是用公民不服从来对抗阿拉巴马隔离法案最合适的人选，虽然她最终在法庭上失败，而“布劳德诉盖尔”则获得成功。帕克斯的反抗，以及蒙哥马利公车抵制成为现代非裔美国人民权运动的重要标志。她成为国际反种族隔离的标志人物。她与其它民权运动领袖，如协会地方分会主席埃德加·尼克松，牧师馬丁·路德·金一道合作，组织活动。她之後也積極參與1960年代後期較激進的「黑人權力」運動，並參觀奧克蘭的黑豹黨學校。
此时，帕克斯是蒙哥马利地方协会的秘书。她曾在高地民间学校就读，后者是田纳西培训工人维权和种族平等运动者的中心。她扮演着“厌倦屈服”的普通市民的角色，虽然她在日后获得众多荣誉，但是在当时备受打压；她在当地百货楼做女裁缝，遭到了解聘。
最后，她来到了底特律，暂时从事着类似的工作。从1965年到1988年，她成为非裔美国众议院约翰·科尼尔斯的秘书和接待。退休后，帕克斯出版了自传，平静地生活。晚年，帕克斯患上了痴呆症。
帕克斯获得众多荣誉。2005年10月去世，在国会圆形大厅舉行國葬。

## 早年
1913年2月4日，羅莎·帕克斯生於美國亚拉巴馬州的塔斯基吉，名為羅莎·路易絲·麥考利（Rosa Louise McCauley）。雙親名為詹姆斯·麥考利和李奥娜·爱德华兹，分別是木匠和老師，她有美國黑人、切羅基-克里克裔，和苏格兰-爱尔兰裔的血統。羅莎·帕克斯的祖母是蘇格蘭-愛爾蘭人。
年幼時，羅莎·帕克斯罹患慢性扁桃腺炎，深受身體狀況所苦。當父母分居時，她和她的母親一起搬到派因勒韋，恰好在阿拉巴馬州的蒙哥馬利外圍。在農場和外祖父母、母親、與弟弟Sylvester住在一起，并在那里长大，後來在非裔的循道宗新教聖公會開始她的終身會員身份。
十一歲前，她的母親讓她在家自學。此后，她進入蒙哥馬利的女子工業學校，上學術與職業的課程。帕克斯繼續到一所由阿拉巴馬州黑人教師大學創立，提供中等教育的實驗學校，但為了照顧她生病的祖母，其後是她的母親，在她們雙雙病倒後，她不得不退學。
在二十世纪初，前邦联州颁布新法，有效剥夺了黑人选举权，在阿拉巴马州，贫穷的白人也丧失了权利。在民主党控制南方立法院时，吉姆·克劳法巩固了白人至上权，种族隔离政策在公共场所被执行，包括公共交通等。公车公司在汽车座位上执行这一法案。对南方黑人学生而言，公车上学是不可能的，黑人教育费用也常常亏缺。
帕克斯回忆起在松树路上小学经历，校车将白人学生们送往新学校，而黑人学生则步行上学：
每天，我看到公车来来去去…但是对于我来说，这就是命；我们无从选择，被迫认命。公车使我第一次认识到世界有黑白两部分。
虽然，帕克斯的自传记录了很多白人的慈悲，但是她无法对社会上的种族主义视而不见。当三K党扫荡街头时，帕克斯回忆起祖父端着散彈槍守在门口。蒙哥马利工业学校是由北方白人为黑人学生赞助的，却被其它白人烧了两次。
1932年，罗莎·帕克斯与理发师雷蒙德·帕克斯结婚。雷蒙德是美国全国有色人种协进会成员，当时正为斯克茨伯勒男孩筹募善款打官司，他们被错误控强奸两名白人妇女。帕克斯从事各种职业，包括家庭主妇到医院助理。在丈夫的支持下，她在1933年完成了高中学业，当时，只有7%的非裔美国人能做得到。虽然受到吉姆·克劳法的限制，她依然在三次尝试后注册投票。
1943年12月，帕克斯成为民权运动中担任积极角色，并加入了有色人种协进会，当选秘书。她日后说道：“我是那里唯一的女性，他们需要一名秘书，我过于羞涩，难以推辞。”直到1957年她继续担任秘书。她为当地有色人种协进会领导人E·D·尼克松工作，虽然后者曾说：“妇女应该待在厨房里。”当她问道“那么，我怎么样？”他回答道“我需要一名秘书，你很不错。”
1944年，阿拉巴马州阿布维尔的蕾西·泰勒遭到轮奸，罗莎·帕克斯作为秘书调查此案。帕克斯和其它民权运动人组织了“为蕾西·泰勒夫人争取平等公正委员会”，《芝加哥卫报》称之为“十年来为争取平等公正声势最浩大的运动。”
虽然，罗莎从未参加共产党，但是她和丈夫的确参加了斯克茨伯勒案件会议，这是共产党所重視的著名案件。
二十世纪四十年代，帕克斯和她的丈夫成为选民联盟的成员。在1944年后，她曾在麦克斯维尔空军基地短期工作，虽然地点位于蒙哥马利，但是因其是联邦政府所有而禁止种族隔离。她乘坐整合电车上下班。在自传中，帕克斯写道：“你可以说麦克斯维尔开了我的眼睛。”帕克斯在克里夫德和弗吉尼亚·杜尔夫妇那里做家仆和裁缝。这对白人夫妇持自由主义立场，成为她的朋友。他们鼓励，并最后在1955年夏天赞助帕克斯去高地民间学校就读，这是一所为工人权利和种族平等培养积极分子的学校。
在1955年8月，黑人青年埃米特·提尔在密西西比探亲访友时因与白人妇女调情而被残忍谋杀。1955年11月27日，罗莎·帕克斯在蒙哥马利参加集会，集会讨论了相关案件，以及近期运动人士乔治·W·李和拉马尔·史密斯被害案件。主要演讲人是黑人T·R·M·霍华德，他是来自密西西比的民权运动领袖，是黑人地区领袖协会的头目。集会就黑人争取权益应该采取何种方式做了相关讨论。

## 帕克斯和抵制蒙哥马利公车运动

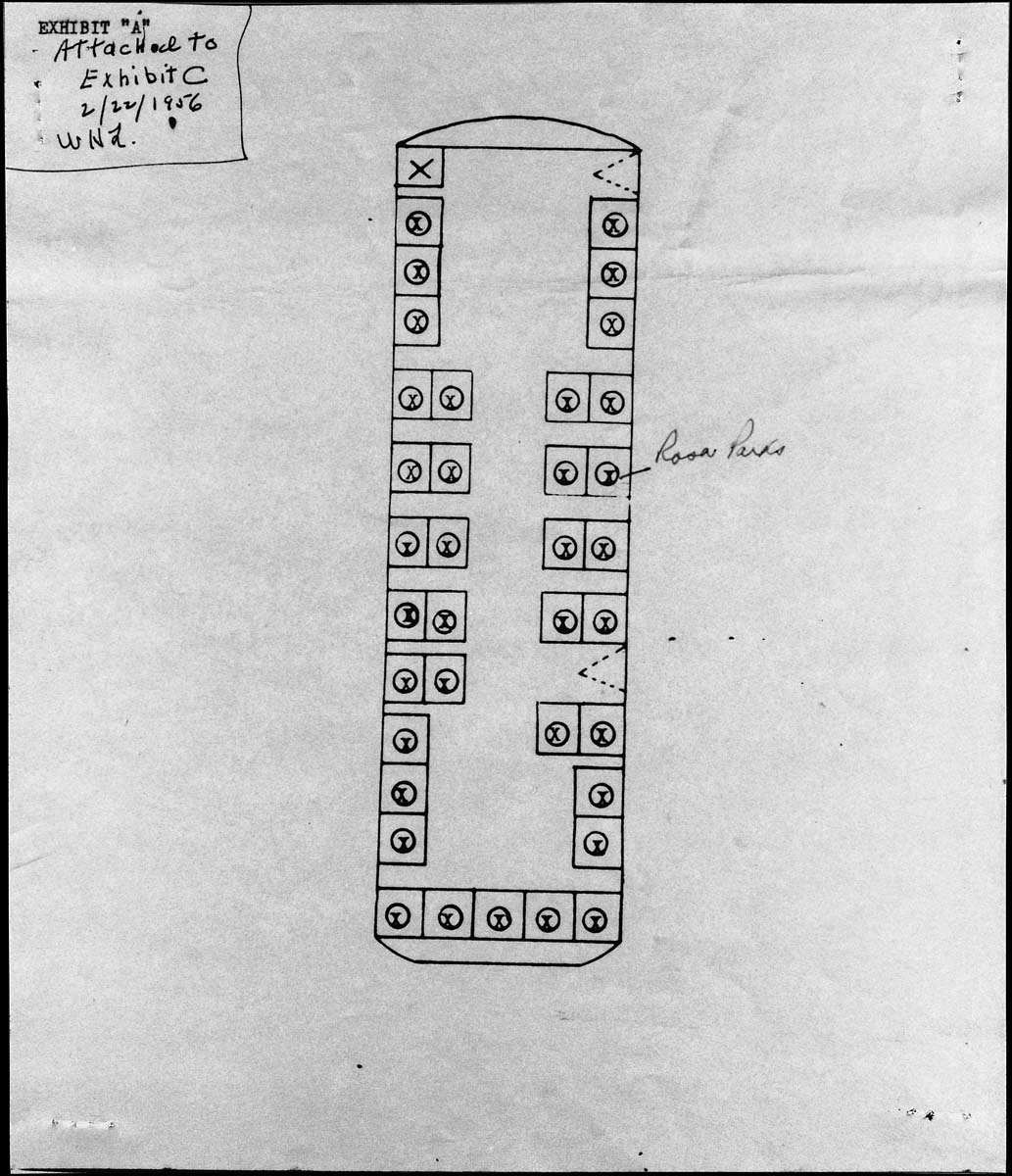
座位图，1955年12月1日。

### 蒙哥马利公车：法律和盛行习俗
1900年，蒙哥马利市出台法令，在公车上依种族进行隔离。司乘人员负责执行该法案。根据法案，当汽车人满、别无它位时，乘客无需起立让座。随着时间的推移，习惯上当白人专座占满时，司机会要求黑人起立让座。
蒙哥马利公车的前四排座位是保留给白人的。“有色人种”区间通常在汽车最后，虽然黑人占了乘车人员的75%。区部并非固定不变，而是根据标示的变动而变动。当白人区间满员时，黑人可以坐在中间部位；如果有白人需要座位的话，黑人就必须起立让座，甚至是下车。当同排有白人乘客时，黑人不得列席。司机可以移动“有色人种”标示，或是将其移除。如果白人在前方就坐的话，黑人就必须在车前付款，从后门上车，就坐。
多年来，黑人社区对不公表示抱怨。帕克斯称：“我对公车的抗争并不是从被捕时开始的…我已经在蒙哥马利跋涉多年了。”
1943年的一天，帕克斯乘车并支付车票。她向座位走去，但是司机詹姆斯·F·布莱克要求她遵守规章，下车再从后门上车。帕克斯下车，但她还没来得及上车时，布莱克驱车离去，将站在雨中的帕克斯弃之不顾。

### 拒绝让座

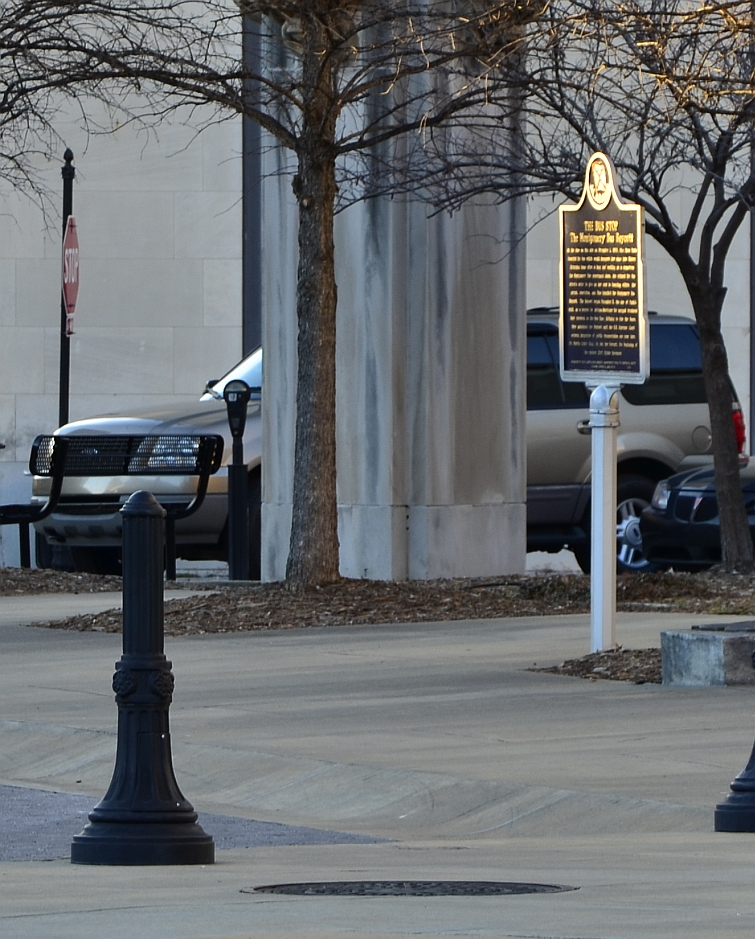
罗莎·帕克斯乘车处。

1955年12月1日星期四晚上六点钟左右，帕克斯忙了一整天后在克利夫兰街上车。她买了车票，坐在“有色人种”区的第一排空位，与白人专区接壤。最初，她没有注意到公车司机就是先前的詹姆斯·F·布莱克，后者在1943年曾经把她抛弃在雨中。随着汽车开动，所有的白人专区都坐满了人。汽车开到了第三站帝国剧院，有几个白人乘客上了车。

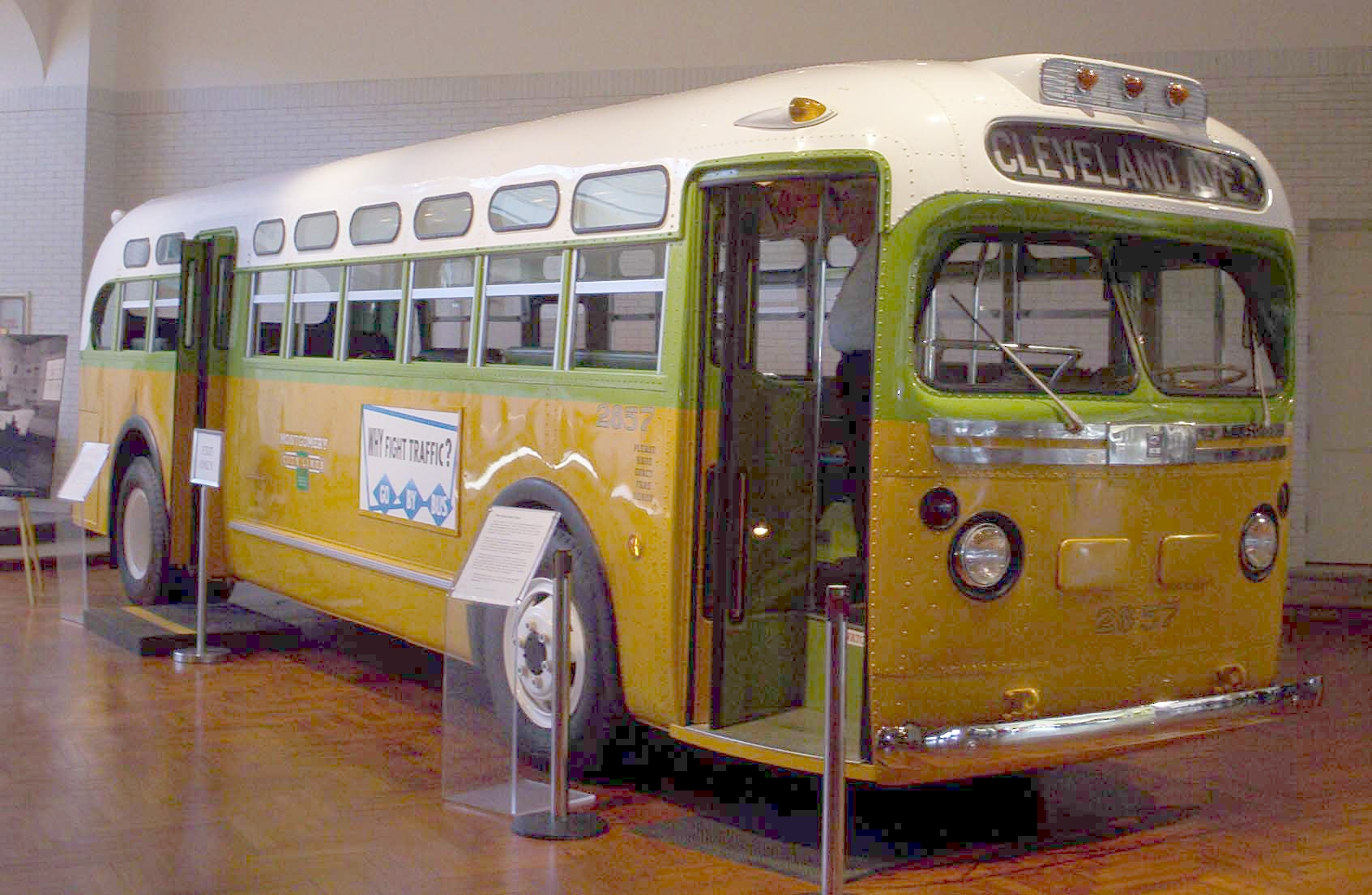
第2857公车，现在亨利·福特博物馆

布莱克注意到两个或三个乘客依然站立，而前方的白人专区已经满员。他将“有色人种”标示挪到帕克斯身后，要求四名黑人让出汽车中间的座位，以便为白人腾出地方。多年后，帕克斯回忆道：“当白人司机朝我们走来，挥手要我们起立让座，我感到决心的力量好像寒冬夜晚的棉被一样包裹着我。”
根据帕克斯所述，布莱克说：“你们最好别自找麻烦，把座位给我。”他们中的三个人服从了。帕克斯说：“司机想让我们四个人起立。最开始我们没有动，但他说：‘把座位给我。’其它三个人动了，但我没有。”坐在她旁边的黑人起立让座。
帕克斯移动了，但是坐到了靠窗户的座位上；她没有起身去坐有色人种专区。布莱克说：“你为什么不起立？”帕克斯回答道：“我不认为自己应该起立。”布莱克叫警察来逮捕帕克斯。1987年，公共电视节目《眼看奖品》谈及民权运动时，帕克斯回忆道：“当他看见我依然坐着，他问我是否要起立，我回到‘不，我不起。’他说：‘好，如果你不起立，我就叫警察逮捕你。’我说：‘那你就这么做吧。’”
在被捕后数月，帕克斯在1956年接受了西奥克兰悉尼·罗杰斯的广播采访，称她决定：“作为人类和公民，我彻底知道了自己有什么权利了。”
在她的自传《我的故事》中，她说：
人们总是说我不让座是因为我累了，但这不是真相。我不是身体上疲劳，也不是工作一天后比以往更累。我也不老，虽然人们有我老年时的照片。我才42岁。不是，我累了，仅仅是因为我对屈服感到厌倦。
当帕克斯拒绝让座后，警察将她带走。她回忆道自己问：“你为什么推我？”他说：“我不知道，但是法律就是法律，你被捕了。”她日后说道：“我只知道，我被捕了，这是我乘车最屈辱的一次了…”
帕克斯被控违反蒙哥马利城市隔离法第六章第十一款，虽然理论上她没有占据白人专座；她依然处在有色人种专区。蒙哥马利有色人种协进会主席普尔曼·波特斯、工会领导人埃德加·尼克松和他的朋友克里夫德·杜尔，在第二天晚上将帕克斯赎出监狱。

### 联合抵制蒙哥马利公车运动
乔·安·罗宾逊是阿拉巴马州立大学教授，是妇女政治协会的成员（WPC），尼克松与她商讨有关帕克斯的案情。罗宾逊认为应该抓住机会，花了整晚时间油印了35,000多份传单，呼吁公车抵制。妇女政治协会是第一个正式支持抵制的组织。
1955年12月4日星期日，联合抵制蒙哥马利公车运动在当地所有黑人教堂公布，《蒙哥马利建议人》也在头版头条帮助消息散佈。在教堂集会的当晚，所有人一致决定继续抵制，直到他们能获得所期望的尊重，黑人司机得到雇佣，公车中间的座位可以先到先得。
第二天，帕克斯被控扰乱社会秩序违背当地法令，庭审持续了30分钟，帕克斯被判有罪，被处以$10罚款，外加$4庭审费，帕克斯不服，正式对种族隔离的合法性进行挑战。在1992年全国公共广播电台林恩·尼瑞的采访中，帕克斯回忆道：
我不愿意被欺负，我付了车票，不想失去座位。这是事实…让我有机会能表达得到这种待遇是什么感觉。我没想到会被逮捕。我还有很多事情可做，而不是待在监狱里。但当我必须面对选择时，我没有犹豫，因为我感到我们已经忍了太久了。我们越是屈服，这种待遇就越多，压迫也就越多。
在帕克斯受审当天（1955年12月5日）妇女政治协会发出了35,000份传单。上面写着：
“我们…请求所有黑人在周一不要乘坐公车，抗议逮捕和审判…一天不上学是可以承受的。如果你上班，请打车或走路。但是，孩子和大人们，请不要在周一乘坐公车。请不要在周一乘坐公车。”
当日，天降大雨，但是黑人社区坚持抵制。很多人拼车，有的坐黑人自己的出租车，付公车的车票钱，即10美分。剩下的40,000名黑人步行上班，有的甚至走了20英里（32公里）。
抵制一天获得了成功，当晚，由16－18人组成的小组在非洲卫理公会主教派锡安山教会聚集，讨论抵制策略。帕克斯应邀出席，获得了起立鼓掌，但是没有发言；当被问起自己要说些什么时，她回答：“嗯，你们说的已经足够了。”
小组同意，如果形势需要的话，新组织将会担当领导责任。拉尔夫·阿伯内西牧师提议将组织命名为“蒙哥马利进步协会”(MIA)。这个名字获得通过，MIA成立了。成员选举蒙哥马利的新人马丁·路德·金作为主席，后者是一位来自德克斯特大街浸信会初出茅庐的牧师。
星期一晚上，50名非裔美国人社区领袖齐集一堂，讨论如何应对帕克斯被捕事件。有色人种协进会主席埃德加·尼克松说：“我的天啊，看看种族隔离带给我什么！”帕克斯被认为是挑战法律的理想诉讼实验人，因为她是富有责任心、成熟的妇女，有好名声。她的婚姻和工作都很稳固，举止安静大方，富有政治觉悟感。金说帕克斯是“蒙哥马利最好的市民之一；不单单是最好的黑人市民之一，而且是蒙哥马利最好的市民之一。”
在经由阿拉巴马法院向联邦申诉的过程中，帕克斯的案件一拖再拖，花了数年时间。在如此长的时间里进行抵制需要极大的耐力。结果，蒙哥马利黑人社区持续抵制了381天。无数公车几个月无事可做，严重地打击了公交公司的财政情况，直到城市申诉，最高法院在“布劳德诉盖尔”案中判定公车上进行种族隔离违宪。帕克斯并没有在布劳德的原告中列席，因为福瑞德·格雷律师认为法院会通过阿拉巴马州法院申诉系统陷害她。
帕克斯在非裔美国人为困境而做斗争和民权运动做斗争的过程中扮演了重要角色。金在他1958年著作《迈向自由》中写道帕克斯的被捕时抗议的催化剂而非根本原因：“原因植根于一系列类似的不公。”他写道：“其实，除非他们看到忍耐力终于耗尽，才会明白帕克斯的行为，听到人民叫喊着‘我受不了啦。’”

## 底特律岁月

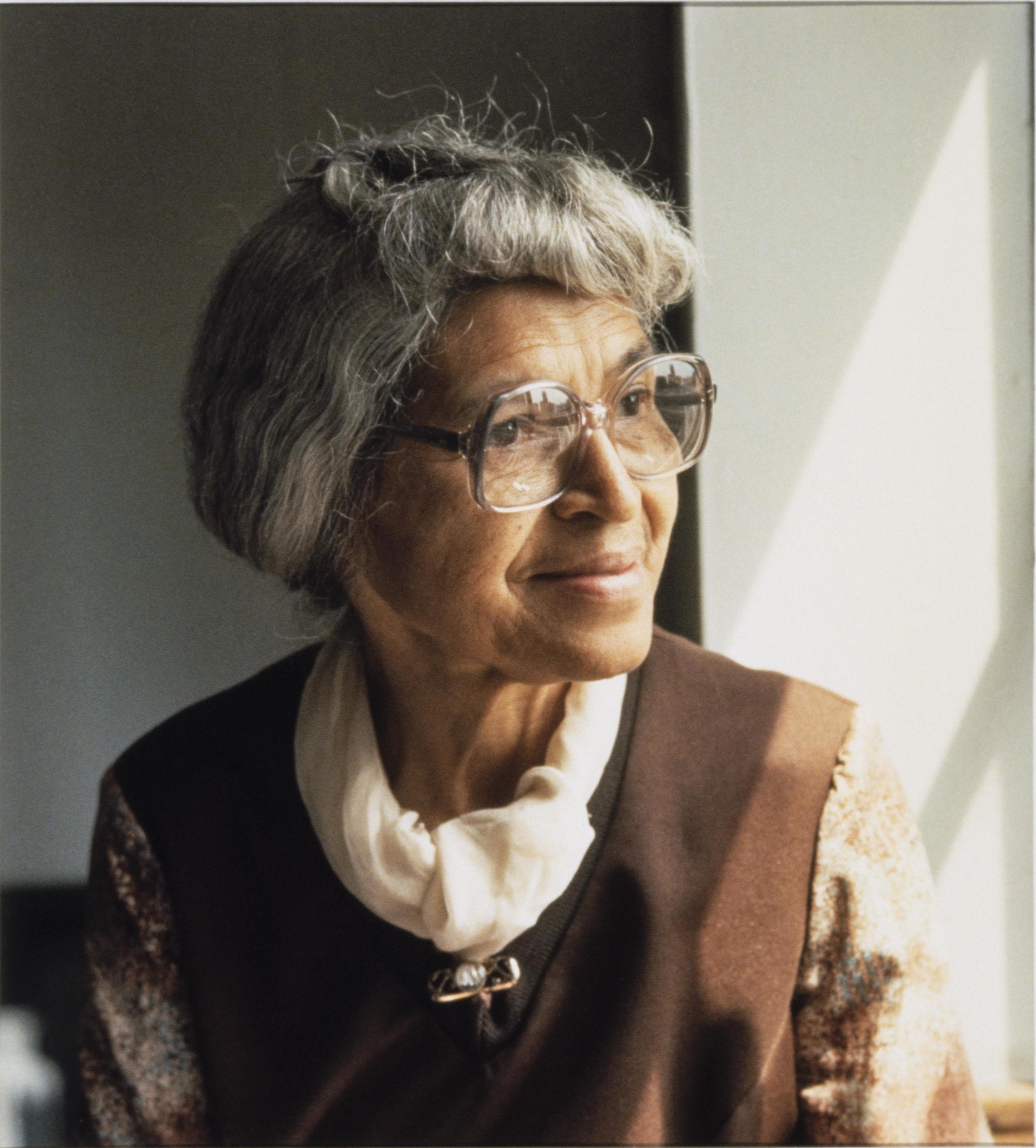
罗莎·帕克斯，1978年

### 1960年代
被捕后，帕克斯成为民权运动的标志性人物，但是她为此付出了高昂的代价。由于经济上的制裁，她失去了百货楼的工作。她的丈夫也因此被迫辞职。帕克斯四处游行，对此事进行演讲。
1957年，由于罗莎找不到工作，雷蒙德和罗莎离开蒙哥马利前往弗吉尼亚汉普顿。对于金和其它蒙哥马利领袖关于民权运动斗争的主张，她也表示无法认同。在汉普顿，她在历史著名的黑人大学汉普顿学院的招待所找到服务员的工作。
之后，在哥哥和底特律的妹妹西尔韦斯特 、黛西·麦考利的催促下，罗莎和雷蒙德和她的母亲搬过去与他们同住。帕克斯当了裁缝，直到1965年为止。
那一年，非裔美籍议员约翰·科尼尔斯，聘请她在其底特律的国会办公室担任秘书和接待员。从此直到1988年退休，罗莎·帕克斯一直担任着这一职务。她與金恩博士合作推動非暴力抗爭運動的同時，她也和激進暴力派的麥爾坎·X（1965年遭刺殺）成為好友，並推崇麥爾坎是她個人的英雄；之後她又參加1960年代後期較激進的「黑人權力」運動，並參觀奧克蘭的黑豹黨學校。2005年10月24日，在美国有线电视新闻网的电话采访中康耶斯回忆道，“你对她总会带着敬意，因为她是那么安静平和，那么与世无争 ——一个非常特别的人……世上唯一的罗莎·帕克斯”。

### 1970年代
二十世纪七十年代是帕克斯人生损失最惨重、最痛苦的时期。她的家人患病；她和丈夫的胃溃疡已经多年，需要医护救治。在他们年过六旬时，她的兄长西尔维斯特、丈夫和母亲被检查患有癌症。有时，帕克斯一天要跑三家医院。虽然她声名远扬，常常演讲，帕克斯并不是个富婆。她将大多数钱捐给了民权运动，靠工资和丈夫的津贴生活。看病开销和事假加重了她的经济负担，使她不得不接受教会和支持者的资助。
她的丈夫在1977年8月19日死于喉癌，唯一的兄妹在11月死于癌症。她的个人问题使得自己不得不退出民权运动。她从报纸上得知亲友范妮·罗·哈默尔的死讯。帕克斯在冰路上行走时摔倒，摔断了两根肋骨，落下了病根。她决定与母亲搬进老年公寓居住。罗莎在那里照料母亲，后者患有癌症和老年痴呆，于1979年去世，享年92岁。

### 1980年代
1980年，罗莎成了寡妇，没有直系亲属，她决定将自己献身民权运动和教育组织。罗莎参与建立了罗莎·L·帕克斯奖学基金，为高考生提供资助，并捐献了自己大部分的演讲酬劳。1987年，她和伊莱恩·伊森·斯蒂尔一道参与创立了罗莎和雷蒙德自我发展中心，用“自由之路”公车来教育年轻人，让他们认识民权运动和地下铁路。当她年过七旬时健康开始恶化，但罗莎依然频频出现，贡献自己的力量。

### 1990年代

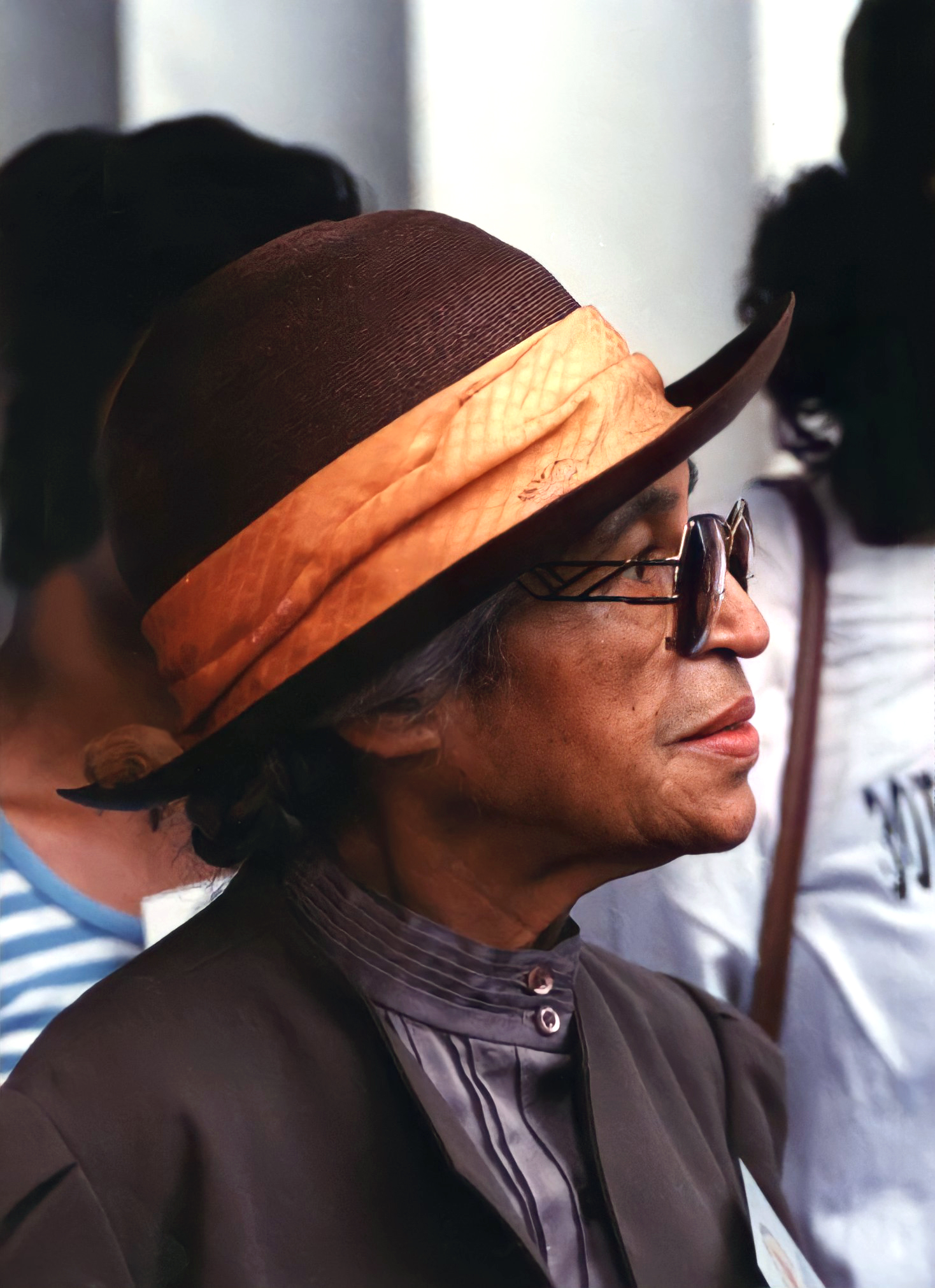
1993年的帕克斯

1992年，罗莎出版了《罗莎·帕克斯：我的一生》，这是面向青年读者的自传，追忆了自己在公车上拒绝让座的故事。几年后，她出版了回忆录，署名《安静的力量》(1995)，关注了她的人生信念。
1994年8月30日，毒瘾发作的非裔美国人约瑟夫·斯基珀闯入81岁的帕克斯家中行窃。此事让全美颇感愤怒。被捕后，斯基珀说自己不知道这是帕克斯的家，直到进去后才明白过来。斯基珀说：“嗨，你不是罗莎·帕克斯吗？”，她回答“是的。”当他伸手要钱，罗莎给了他$3，随后又交出$50。在逃跑前，斯基珀扇了帕克斯的脸。斯基珀被捕，并被控多项罪名，包括对帕克斯和其它受害人的侵犯等罪。帕克斯因面部受伤和右脸肿胀而在Detroit Receiving Hospital医院接受治疗。 帕克斯谈到非洲裔男子对她的袭击时说，“已经取得了很多成果……但正如你所看到的，目前我们还有很长的路要走。” 1995年8月8日，斯基珀认罪，并被处以8－15年监禁。
帕克斯在经历了这场磨难后回到底特律市中心的小房子，感到焦虑不安，她搬进了较为安全的临河塔，这是一栋安全的高层公寓楼，并在那里渡过余生。
1994年，三K党申请协助清扫美国密苏里州圣路易斯郡和杰弗逊郡的55號州際公路（这样可以获得署名权，声明这段公路的养护组织）。由于州政府无权拒绝三K党的申请，密苏里立法院投票将这段公路命名为“罗莎·帕克斯公路”。当被问起此事时，罗莎·帕克斯回复道“能被这样记着很好啊。”
1999年，帕克斯在电视剧《與天使有約》中出演配角。她原本要在最后登场，但是健康问题使这一计划告吹。

### 2000年代
2002年，帕克斯由于无法缴纳每月$1800的租金而面临着被驱除的危险。此时，由于健康恶化，智力衰退等原因，帕克斯已经无法自己打理财务。她的租金是由底特律哈特福特纪念浸信会支付的。由于租金到期，她可能被驱逐的消息在2004年受到公众的高度关注，房东遂即宣布他们将会免除这位91岁、飽受疾病折磨者的租金，让她可以在公寓安度余生。她的继承人和其它利益组织声称当时她的财务管理不善。

## 去世和葬礼
帕克斯一直住在底特律，直到2005年10月24日在城东的公寓里平静去世，享年92岁。她和丈夫没有子嗣，留下表妹和13位侄子侄女等表亲，他们大多居住在密歇根州和阿拉巴马州。

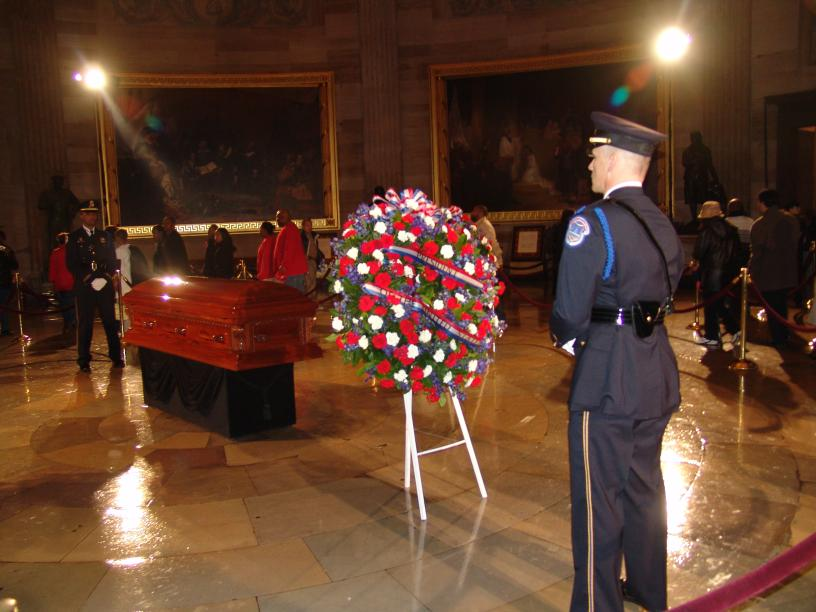
罗莎·帕克斯的灵柩安放在美国国会大厦圆形大厅.

蒙哥马利和底特律市政长官宣布2005年10月27日，公车前排座位将系上黑丝带以缅怀帕克斯的葬礼。帕克斯的灵柩被空运到蒙哥马利，由马车运送到圣保罗非裔卫理公会主教教会，在那里在祭坛上以执事的仪容住到2005年10月29日，纪念礼拜于第二天清晨举行。演讲人之一，国务卿康多莉扎·赖斯说如果不是帕克斯，自己不会获得国务卿一职。当晚，帕克斯的灵柩乘坐和当年类似的公车被送往华盛顿特区，在国会山圆形大厅举行国葬。
自1852年国葬开始举办后，帕克斯是受此尊荣的第31人、第一位非政府官员的非裔美国人、第二位普通公民。她是在国会山获得国葬的第一位女性、第二位非裔美国人。葬礼现场约50,000人出席，并于2005年10月31日在电视台上转播。下午，华盛顿非裔卫理公会主教都市教会举办了纪念仪式。
帕克斯的灵柩被送回底特律，在那里住了两天，并在查尔斯·H·怀特非裔美国人历史博物馆驻留。她的葬礼于2005年11月2日在底特律大慈大悲教堂举行，为时7小时。仪式后，密歇根国民卫队仪仗队将国旗伏盖在灵柩上，用马车将她送往墓地。成千上万名百姓前来瞻仰。帕克斯被葬在礼拜堂的林地墓地，躺在她的丈夫和母亲身旁。礼拜堂被重新命名为罗莎·L·帕克斯自由堂以表纪念。墓碑碑文上刻着“罗莎·L·帕克斯，妻子，1913年–2005年。”

## 对流行文化的影响
- 1979年，超级姐妹交换卡正式被生产销售。罗莎·帕克斯的名字被列入其中。
- 乐队石玫瑰1994年的专辑《再次来袭（英语：Second Coming (The Stone Roses album)）》其中歌曲Daybreak 向罗莎·帕克斯表示致敬。“姐妹罗莎·帕克斯，永远要在心中爱着她的名字。”
- 纪录片“伟大的时代：罗莎·帕克斯的传奇“ （Mighty Times: The Legacy of Rosa Parks (2001)获得了2002短片记录学院奖的提名。
- 英國科幻劇集《異世奇人》（英語：Doctor Who）第11季第3集，以她為常駐主角群外的單元主角
- 英國兒童歷史劇《糟糕历史》在第五季中收錄了一首關於帕克斯的歌曲[47]。

## 图集

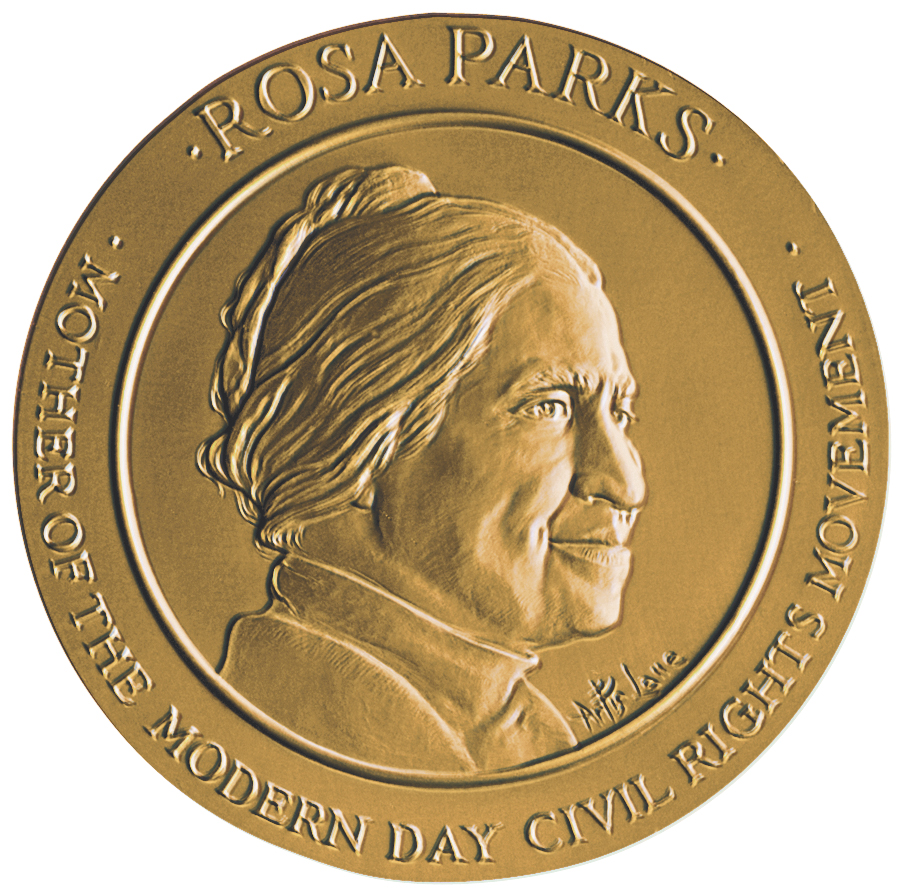
罗莎·帕克斯國會金質獎章
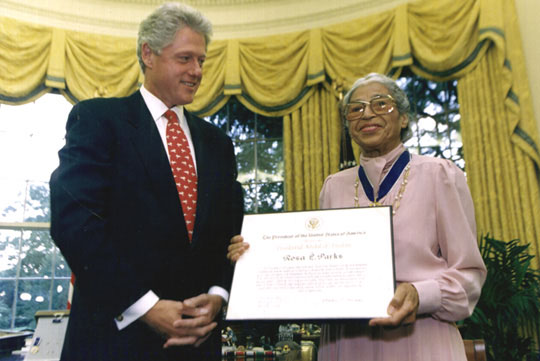
与克林顿总统合影
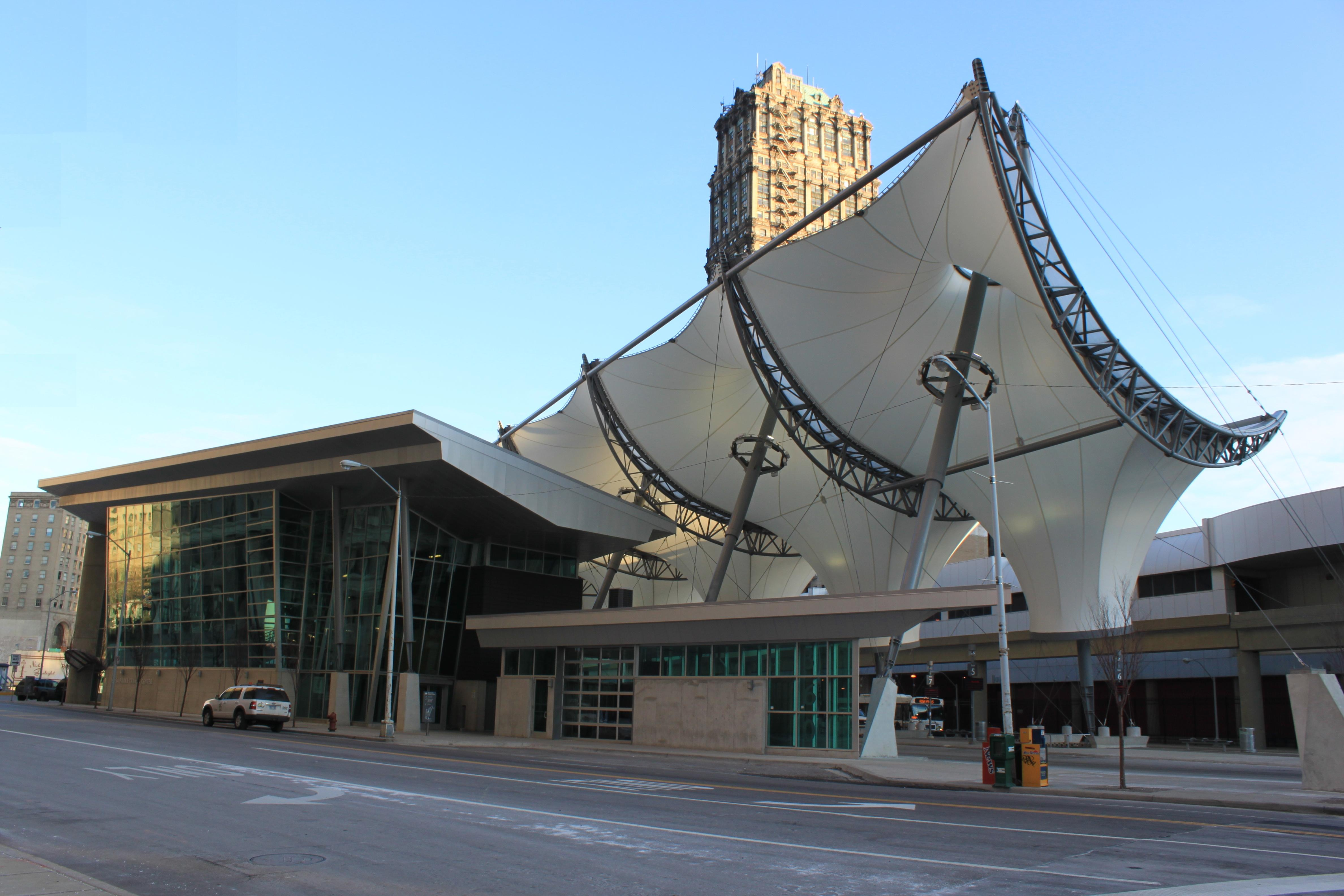
罗莎·帕克斯车站，底特律
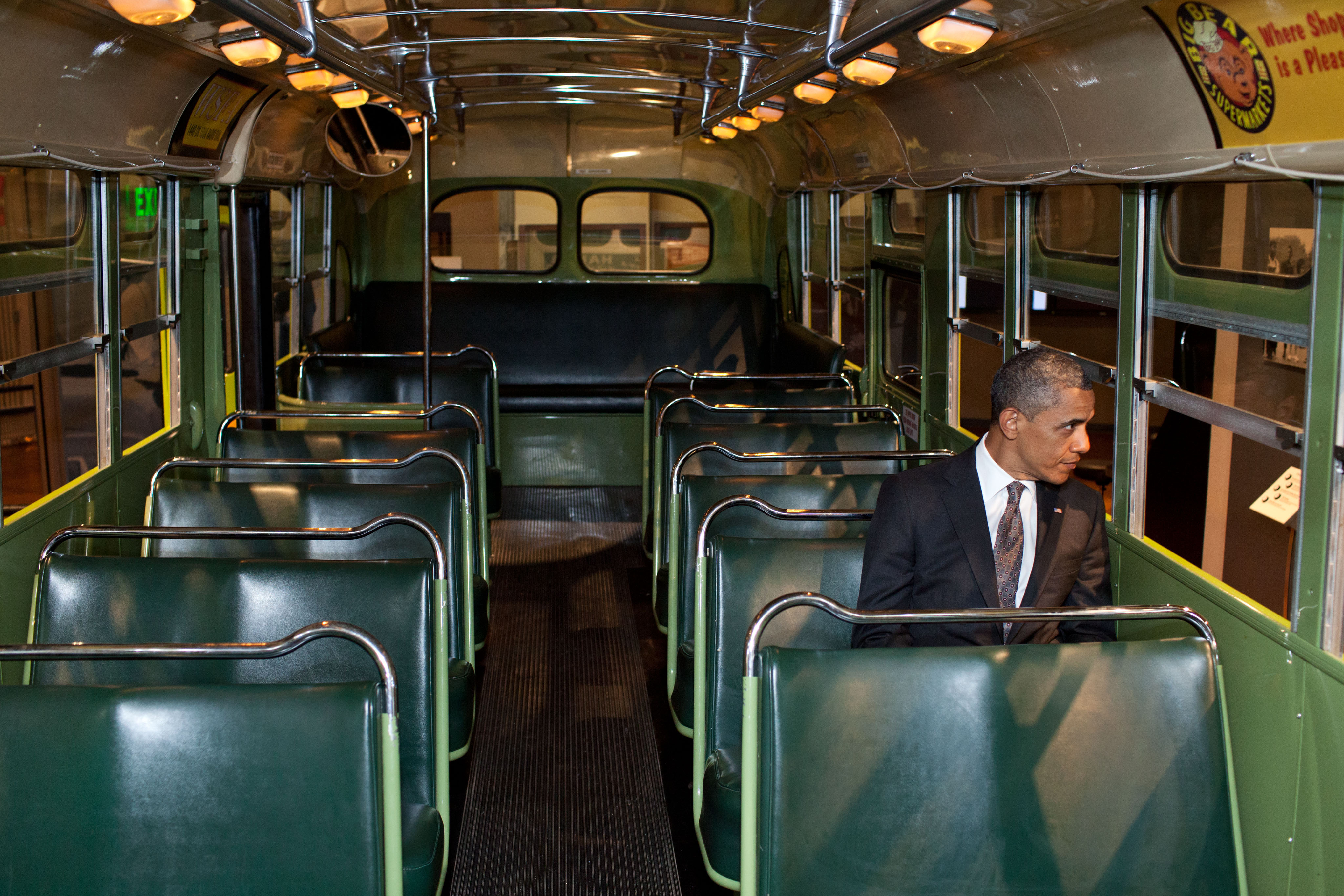
奥巴马坐在公车上

## 更多阅读
- Editorial. 1974. "Two decades later." New York Times (May 17): 38. ("Within a year of Brown, Rosa Parks, a tired seamstress in Montgomery, Alabama, was, like Homer Plessy sixty years earlier, arrested for her refusal to move to the back of the bus.")
- Barnes, Catherine A. Journey from Jim Crow: The Desegregation of Southern Transit, Columbia University Press, 1983.
- Rosa Parks with James Haskins, Rosa Parks: My Story New York: Scholastic Inc., 1992. ISBN 978-0-590-46538-0
- Brinkley, Douglas. Rosa Parks: A Life, Penguin Books, October 25, 2005. ISBN 978-0-14-303600-5